# Église Saint-Christophe-et-Saint-Jacques de Villers-Saint-Christophe

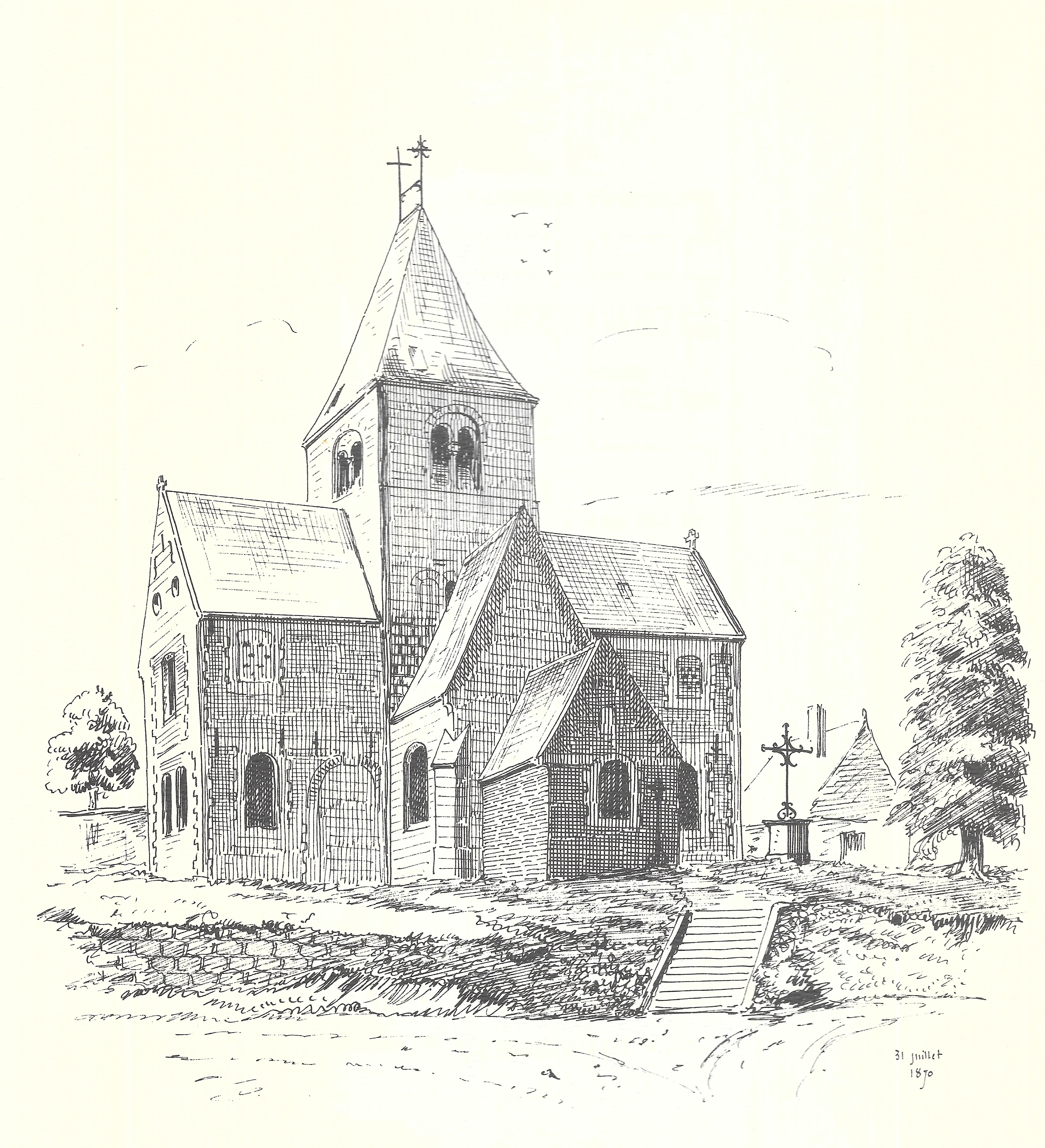
L'église en 1870.
Dessin de Joachim Malézieux (1851-1906).

L'église Saint-Christophe-et-Saint-Jacques de Villers-Saint-Christophe est une église située à Villers-Saint-Christophe, en France.

## Localisation
L'église est située sur la commune de Villers-Saint-Christophe, dans le département de l'Aisne.